# Géza Gárdonyi
Dans le nom hongrois Gárdonyi Géza, le nom de famille précède le prénom, mais cet article utilise l’ordre habituel en français Géza Gárdonyi, où le prénom précède le nom.
Géza Gárdonyi (né Géza Ziegler le 3 août 1863 à Gárdony-Agárdpuszta, et mort le 30 octobre 1922 à Eger) est un écrivain, poète, dramaturge, journaliste hongrois, membre honoraire de l'Académie hongroise des sciences.

## Biographie
Professeur d'école élémentaire à partir de 1881, puis journaliste après 1885. Il devient l'un des plus illustres romanciers de la littérature hongroise. Il n'était membre d'aucun cercle littéraire. Son œuvre en prose se divise thématiquement en trois périodes. Dans les années 1890, il écrivit des nouvelles et des récits de genre populaire (Az én falum – « Mon village », 1898), durant la première décennie du XXe siècle il a créé des romans historiques (Egri csillagok – « Les Étoiles d'Eger », 1901 ; A láthatatlan ember – « L'Homme invisible », 1902 ; Isten rabjai – « Esclaves de Dieu », 1908), puis des romans psychologiques (Szunyoghy miatyánkja – « Notre Père de Szunyoghy », 1913 ; Ida regénye – « Le Roman d'Ida », 1920). Bien que moins importants, ses drames et poèmes sont aussi significatifs. Gárdonyi, homme excentrique, a été une figure légendaire de son vivant (« l'ermite d'Eger »).

## Honneur
L'astéroïde (147421) Gárdonyi porte son nom.